# Cheyenne Jackson
Cheyenne David Jackson (Newport, Washington, 12 de julho de 1975) é um ator, cantor e compositor norte-americano.

## Primeiros anos
Jackson nasceu no Hospital Deaconess, em Spokane, Washington. Ele é filho de David e Sherri Jackson. Seu pai foi quem deu esse nome por causa de uma série de 1955, chamada Cheyenne. Jackson é o terceiro de quatro filhos, ele foi criado em Oldtown, Idaho nos Estados Unidos. Uma "pequena cidade de moinhos" em uma área rural no norte de Idaho, perto da fronteira com Washington. Seu pai é um nativo americano e um "veterano do Vietnã". Sua mãe ensinou Jackson, sua irmã e dois irmãos a cantar e tocaram regularmente músicas de Joan Baez, Joni Mitchell, Bob Dylan e Elvis Presley em casa. Ele se mudou para Spokane na sua adolescência.
Em Seattle, Jackson trabalhou como executivo de publicidade em uma revista e fez alguns trabalhos de teatro ao lado, ganhando seu cartão Equity. Depois de atuar no teatro ele disse: "Assim que descobri o que era o teatro, o que era a Broadway, pensei:" Ah, é isso que vou fazer com a minha vida ". Apenas uma questão de obter todas as peças no lugar." Ele foi Inspirado em repensar sua carreira após os ataques de 11 de setembro de 2001, mudou-se para Nova York para perseguir seu sonho de ser ator. Anos depois ele comentou em uma uma entrevista o ataque, dizendo: "[Atuar] era algo que eu sempre queria fazer, mas eu estava com muito medo e não tive a confiança. 9/11 mudou tudo para todos nós. Isso me deu a urgência".

## Discografia
| Álbuns de estúdio | Álbuns de estúdio | Álbuns de estúdio    | Álbuns de estúdio    |
| Ano               | Detalhes do Álbum | Posições nas tabelas | Posições nas tabelas |
| Ano               | Detalhes do Álbum | Heat EUA             | Jazz EUA             |
| ----------------- | --- | -------------------- | -------------------- |
| 2008              | The Power of Two (com Michael Feinstein) - Lançamento: 3 de novembro de 2009 - Gravadora(s): Qualiton Imports, Harbinger Records - Formato(s): CD, download digital | 17                   | 15                   |

## Filmografia

### Cinema
| Ano  | Título                                  | Papel             | Notas          |
| ---- | --------------------------------------- | ----------------- | -------------- |
| 2005 | Curiosity                               | Luke              | Curta-metragem |
| 2006 | United 93                               | Mark Bingham      |                |
| 2010 | Photo Op                                | Zig               | Curta-metragem |
| 2010 | Hysteria                                | Scott             |                |
| 2011 | The Green                               | Daniel            |                |
| 2011 | Smile                                   | Doutor Steve      | Curta-metragem |
| 2012 | Price Check                             | Ernie             |                |
| 2012 | Lola Versus                             | Roger             |                |
| 2012 | Before You                              | Homem             | Curta-metragem |
| 2013 | Behind the Candelabra                   | Billy Leatherwood |                |
| 2013 | Mutual Friends                          | Christoph         |                |
| 2014 | Love Is Strange                         | Ted               |                |
| 2014 | Dragula                                 | Sr. Newton        | Curta-metragem |
| 2014 | Lucky Stiff                             | MC                |                |
| 2014 | The One I Wrote for You                 | Ben Cantor        |                |
| 2014 | Six Dance Lessons in Six Weeks          | Michael Minetti   |                |
| 2015 | A Beautiful Now                         | David             |                |
| 2015 | Day Out of Days                         | Phil              |                |
| 2016 | Bear with Us                            | Hudson            |                |
| 2016 | Opening Night                           | Eli Faisel        |                |
| 2017 | Hello Again                             | Robert            |                |
| 2017 | Splitting Image                         | Marcus            |                |
| 2018 | Hurricane Bianca: From Russia with Hate | Boris             |                |
| 2021 | Werewolves Within                       | Devon Wolfson     |                |
| 2022 | BRUTAL                                  | Jack Roth         | Curta-metragem |
| 2025 | All There Is                            | Clive Parker      |                |
| 2025 | Queens of the Dead                      | Jimmy             |                |

### Televisão
| Ano       | Título                            | Papel                 | Notas                                                                     |
| --------- | --------------------------------- | --------------------- | ------------------------------------------------------------------------- |
| 2005      | All My Children                   | Ele mesmo             | Episódio: "14 de setembro"                                                |
| 2008      | Family Practice                   | Sebastian Kinglare    | Telefilme                                                                 |
| 2008-2009 | The Battery's Down                | Ele mesmo             | 3 episódios                                                               |
| 2008      | Lipstick Jungle                   | Bryce                 | Episódio: "Chapter Fifteen: The Sisterhood of the Traveling Prada"        |
| 2009      | Life on Mars                      | Sebastian Grace       | Episódio: "Let All the Children Boogie"                                   |
| 2009      | Ugly Betty                        | Timothy D'Artagnan    | Episódio: "Sugar Daddy"                                                   |
| 2009      | The Mentalist                     | Policial uniformizado | Episódio: "A Dozen Red Roses"                                             |
| 2009–2012 | 30 Rock                           | Danny Baker           | 12 episódios                                                              |
| 2010      | Law & Order                       | Jon Sorrentino        | Episódio: "Innocence"                                                     |
| 2010      | It Takes a Village                | Scott                 | Telefilme                                                                 |
| 2010–2011 | Glee                              | Dustin Goolsby        | 3 episódios                                                               |
| 2011      | Curb Your Enthusiasm              | Terry                 | Episódio: "Car Periscope"                                                 |
| 2012      | Mockingbird Lane                  | Steve                 | Telefilme                                                                 |
| 2013      | Onion News Empire                 | Cameron Grey          | Telefilme                                                                 |
| 2013      | Smash                             | Ele mesmo             | Episódio: "The Nominations"                                               |
| 2013      | Full Circle                       | Peter Barlow          | 3 episódios                                                               |
| 2014      | CSI: Crime Scene Investigation    | Nebula1               | Episódio: "Kitty"                                                         |
| 2014      | Royal Pains                       | Sam                   | Episódio: "Oh, M.G."                                                      |
| 2014      | HR                                | Tim Harcourt          | Telefilme                                                                 |
| 2014      | Open                              | Ator                  | Telefilme                                                                 |
| 2015–2016 | American Horror Story: Hotel      | Will Drake            | 12 episódios                                                              |
| 2016      | American Horror Story: Roanoke    | Sidney Aaron James    | 10 episódios                                                              |
| 2017      | The Real O'Neals                  | Sr. Peters            | Episódio: "The Real Mr. Nice Guy"                                         |
| 2017      | Sense8                            | Blake Huntington      | Episódio: "If All the World's a Stage, Identity Is Nothing But a Costume" |
| 2017      | American Horror Story: Cult       | Dr. Rudy Vincent      | 11 episódios                                                              |
| 2018      | Modern Family                     | Max                   | Episódio: "In Your Head"                                                  |
| 2018      | Will & Grace                      | Michael               | Episódio: "The Beefcake & The Cake Beef"                                  |
| 2018      | American Woman                    | Greg Parker           | 7 episódios                                                               |
| 2018      | American Horror Story: Apocalypse | John Henry Moore      | 10 episódios                                                              |
| 2019      | American Housewife                | Johnny Diamond        | Episódio: "Disconnected"                                                  |
| 2019      | Descendants 3                     | Hades                 | Telefilme                                                                 |
| 2019      | Watchmen                          | Hooded Justice        | 3 episódios                                                               |
| 2019      | The Morning Show                  | Ele mesmo             | Episódio: "No One's Gonna Harm You, Not While I'm Around"                 |
| 2020      | Equal                             | Dale Jennings         | Episódio: "The Birth of a Movement"                                       |
| 2020      | Julie and the Phantoms            | Caleb Covington       | 4 episódios                                                               |
| 2020      | Saved by the Bell                 | René                  | 3 episódios                                                               |
| 2021-2023 | Call Me Kat                       | Max                   | 53 episódios                                                              |
| 2021      | Descendants: The Royal Wedding    | Hades                 | Telefilme                                                                 |
| 2021      | A Clüsterfünke Christmas          | Frank                 | Telefilme                                                                 |
| 2022      | The Masked Singer                 | Príncipe              | 12 episódios                                                              |
| 2024      | Doctor Odyssey                    | Brian                 | Episódio: "Oh, Daddy!"                                                    |

## Teatro
| Ano  | Obra                     | Papel                                         | Dramaturgo     | Local                          |
| ---- | ------------------------ | --------------------------------------------- | -------------- | ------------------------------ |
| 2002 | Thoroughly Modern Millie | Jimmy Smith/ U/S Trevor Graydon (Replacement) | Dick Scanlan   | Marquis Theatre, New York City |
| 2003 | Aida                     | Radames (Replacement)                         | Giuseppe Verdi | Palace Theatre                 |